# Encephalartos hirsutus
Encephalartos hirsutus — вид голонасінних рослин класу саговникоподібні (Cycadopsida).
Етимологія: лат. hirsutus — «волохатий», з постійною повстю.

## Опис
Рослини деревовиді; стовбур 4 м заввишки, 35–40 см діаметром. Листки 110—140 см в довжину, сині або срібні, тьмяні; хребет синій, прямий, жорсткий; черешок прямий, без колючок. Листові фрагменти ланцетні, одноколірні; середні — 13–17 см завдовжки, 10–24 мм завширшки. Пилкові шишки 2–5, вузькояйцеподібні, блакитно-зелений, довжиною 50 см, 9 см діаметром. Насіннєві шишки 1–3, яйцеподібні, синьо-зелений, 40 см в довжину, 35 см діаметром. Насіння довгасте, 30–35 мм, шириною 15–18 мм, саркотеста червона.

## Поширення, екологія
Вид відомий з трьох окремих місцевостей у провінції Лімпопо в Південній Африці. Записаний від 800 до 1000 м над рівнем моря. Рослини ростуть на пд.-сх. схилах кварцитових скель, у вологих напівлистяних змішаних чагарниках. Опадів між 350-650 мм на рік.

## Загрози та охорона
Цей вид знаходиться під загрозою через надмірний збір для декоративних цілей. Рослини ростуть (або росли) в Національному парку Макуя, який є частиною Національного парку Крюгера.